# Glenderaterra Beck
Der Glenderaterra Beck ist ein Fluss im Lake District, Cumbria, England. Der Glenderaterra Beck entsteht am Nordhang des Lonscale Fell. Zwischen dem Lonscale Fell im Westen und dem Blencathra fließt der Glenderaterra Beck in südlicher Richtung bis zu seiner Mündung in den River Greta, östlich von Keswick und westlich von Threlkeld.